# Narong Sangkasuwan
Narong Sangkasuwan (Bangkok, 19 de outubro de 1943) é um ex-futebolista tailândes que competiu nos Jogos Olímpicos de Verão de 1968.